# Gladiolus uitenhagensis
Gladiolus uitenhagensis är en irisväxtart som beskrevs av Peter Goldblatt och Vlok. Gladiolus uitenhagensis ingår i släktet sabelliljor, och familjen irisväxter. Inga underarter finns listade i Catalogue of Life.